# Барон Бёрнелл
Барон Бёрнелл — английский аристократический титул, создававшийся дважды, в 1311 и 1350 годах. Его первым носителем стал Эдуард Бёрнелл, владевший землями в Шропшире и Глостершире. Он умер в 1315 году бездетным, так что его титул оказался в состоянии бездействия. Однако сын дочери Эдуарда, Николас де Хаудло, в 1348 году принял фамилию дяди, а в 1350 году был вызван в парламент как барон Бёрнелл. Это событие считается второй креацией титула. Сын Николаса Хью пережил своего единственного сына Эдуарда. Семейные владения были разделены между тремя его внучками, а титул перешёл в состояние ожидания.